# Aluísio de Andrade Moura
Aluísio de Andrade Moura (Macaíba, 1905 — Rio de Janeiro, 13 de novembro de 1973) foi um oficial militar brasileiro, que serviu como interventor no estado do Rio Grande do Norte. Iniciou sua carreira no Exército em janeiro de 1923 e alcançou a patente de primeiro-tenente em agosto de 1930, após servir no 29º Batalhão de Caçadores (29º BC) sediado em Natal.
Após sua participação na Revolução de 1930, Moura assumiu interinamente o cargo de interventor federal no Rio Grande do Norte em janeiro do ano seguinte, enquanto ocupava o posto de comandante do Regimento da Polícia Militar do estado. Indicado por Juarez Távora, assumiu definitivamente a interventoria em março de 1931, desempenhando o cargo até junho do mesmo ano. Durante seu mandato, estabeleceu as primeiras medidas da administração revolucionária, contribuindo para a restauração financeira do estado. Posteriormente, foi substituído por Herculino Cascardo.
Ao longo de sua carreira militar, Moura foi promovido a capitão em outubro de 1934. Serviu em diferentes batalhões e regimentos, como o 22º BC em João Pessoa, o 25º BC em Teresina e o 24º BC em São Luís, até 1938. Em seguida, foi transferido para o 5º Regimento de Infantaria (RI) em Pindamonhangaba (SP) e, em 1939, frequentou a Escola de Armas no Rio de Janeiro. Nesse período, esteve à disposição do interventor federal no Maranhão, Paulo Martins de Sousa Ramos, atuando como comandante de polícia do estado.
Promovido a major em setembro de 1943, Moura serviu no 16º RI em Natal e, no mesmo ano, tornou-se comandante da 24ª Circunscrição de Recrutamento, também na capital potiguar, permanecendo nessa função até 1946. Entre 1946 e 1951, comandou a Força Policial do Rio Grande do Norte e, nesse período, foi promovido a tenente-coronel em setembro de 1950. Entre 1952 e 1953, esteve à disposição do secretário-geral do Conselho de Segurança Nacional, tendo atuado na Comissão Federal de Abastecimento e Preços (Cofap). Em 1953, serviu no gabinete do ministro do Trabalho, João Goulart, e, no ano seguinte, transferiu-se para a Diretoria Geral de Pessoal do Exército. Recebeu a promoção a coronel em março de 1955 e, em junho do ano seguinte, foi reformado no posto de general-de-brigada.
Após encerrar sua carreira militar, Moura assumiu a presidência do Instituto de Aposentadoria e Pensões dos Ferroviários e Empregados em Serviços Públicos (IAPFESP) em 1962. Embora tenha se filiado ao Partido Trabalhista Brasileiro (PTB), não concorreu a cargos eletivos.